# Axess Vision Technology
 (octobre 2014).
Axess Vision Technology, à ne pas confondre avec l'entreprise de biométrie Axess Vision, est une entreprise de fabrication d'équipements médicale,créée en 2006.

## Présentation
Elle est née de la rencontre de deux managers et d'un médecin. Basée à Tours depuis 2008, elle est spécialisée dans le domaine des nouvelles technologies à application médicale.
Sa particularité est de posséder une technologie permettant de développer des endoscopes stériles et à usage unique,. Elle a bénéficié d'une aide OSEO région Centre et du conseil régional d'Indre-et-Loire pour l'aider dans son développement. 
Ses principaux investisseurs sont les capitaux-risqueurs OTC Asset Management et Cap Décisif Management à hauteur de 2,5 millions d'euros au premier tour,,,. Ses principaux concurrents sont l'Allemand Invendo et l'Anglais Single Use Surgical. La décontamination problématique des endoscopes réutilisables et le risque d'infections nosocomiales semble avoir suscité cette course à l'innovation. En effet, même si les endoscopes traditionnels sont nettoyés et décontaminés après utilisation, il subsiste toujours un risque d'infection d'environ 1 %. Les endoscopes développés par Axess Vison Technology sont donc conçus pour être utilisés une fois avant d'être incinérés,.

## Historique
En 2014 est signé un contrat avec le CHU de Rennes.
Le 7 février 2017, la société est placée en procédure de sauvegarde,.
En 2017, le groupe européen privé The Surgical Company devient actionnaire majoritaire de la société Axess Vision. Fort de 25 années d’expérience dans la production et la distribution de dispositifs médicaux, le groupe TSC décide d’investir dans la solution innovante développée par la société Axess Vision.
Très vite, les synergies se créent et le réseau de distribution s’élargit au niveau européen grâce aux sociétés de distribution du groupe. L’histoire d’Axess Vision se poursuit avec toujours l’innovation comme moteur et le souci permanent de mettre à la disposition des médecins des dispositifs de visualisation à usage unique de qualité, et sûrs pour les patients.